# Liste der Auslandsvertretungen Tuvalus

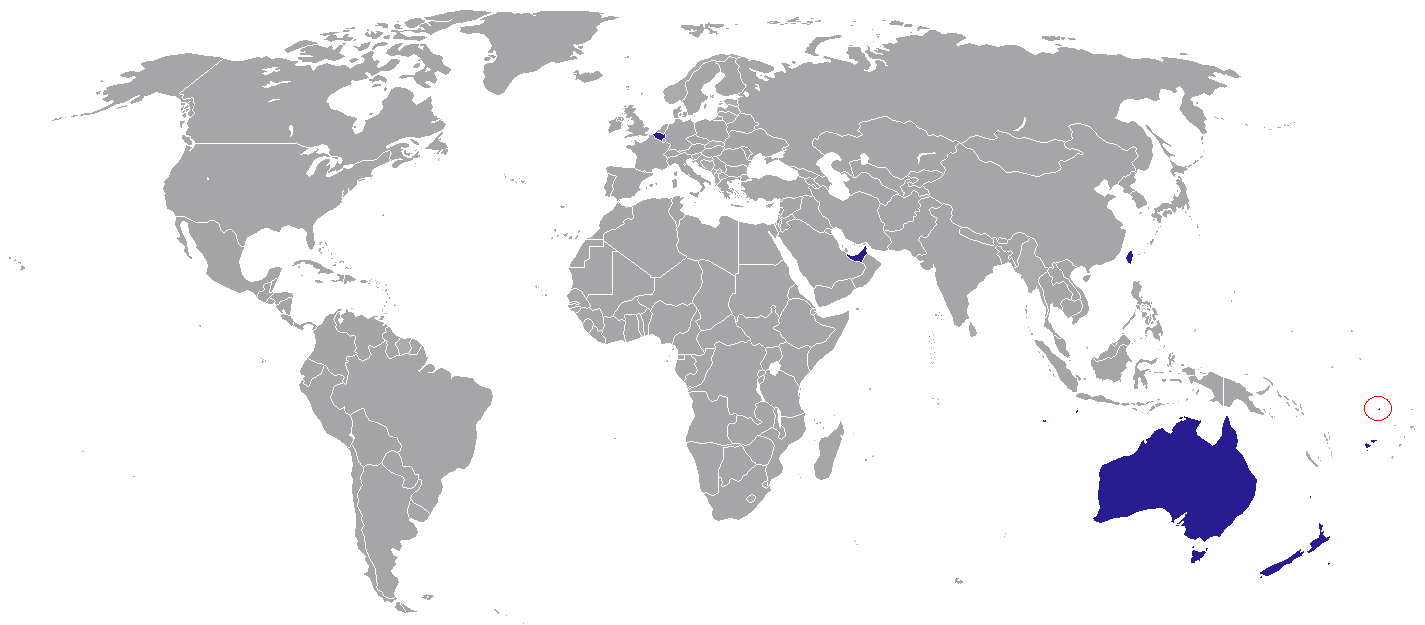
Standorte der diplomatischen Vertretungen Tuvalus

Dies ist eine Liste aller diplomatischen Vertretungen Tuvalus.

## Diplomatische Vertretungen

### Asien
| Asien (A–Z) | Asien (A–Z)                                            | Asien (A–Z)            | Asien (A–Z)          | Asien (A–Z)              |
| Land        | Stadt Adresse                                          | Einrichtung            | Vertreter            | Website                  |
| ----------- | ------------------------------------------------------ | ---------------------- | -------------------- | ------------------------ |
| Japan       | Tokio 13-5, shinbashi 5-chome, Minato-ku               | Honorargeneralkonsulat | Kuribayashi Tokugoro | Weblink                  |
| Südkorea    | Seoul Building 66-21, Wonnam-dong, Jongno-gu           | Honorargeneralkonsulat | Seung Ho Kim         |                          |
| Taiwan      | Taipei 9-1, Lane 62, Tianmu West Road, Shilin District | Botschaft              | Minute Alapati Taupo | www.tuvaluembassyroc.org |

### Australien und Ozeanien
| Australien und Ozeanien (A–Z) | Australien und Ozeanien (A–Z)                     | Australien und Ozeanien (A–Z) | Australien und Ozeanien (A–Z) | Australien und Ozeanien (A–Z) |
| Land                          | Stadt Adresse                                     | Einrichtung                   | Vertreter                     | Website                       |
| ----------------------------- | ------------------------------------------------- | ----------------------------- | ----------------------------- | ----------------------------- |
| Australien                    | Smithfield, New South Wales 185/187 Woodpark Road | Generalkonsulat               | Ernest Ullrich                | Weblink                       |
| Fidschi                       | Suva 16 Gorrie Street                             | Hochkommissariat              | ?                             | Weblink                       |
| Neuseeland                    | Auckland 18 Riverglade Parkway, Te Atatu South    | Generalkonsulat               | Samuelu Laloniu               | Weblink                       |

### Europa
| Europa (A–Z)           | Europa (A–Z)                         | Europa (A–Z)           | Europa (A–Z)        | Europa (A–Z) |
| Land                   | Stadt Adresse                        | Einrichtung            | Vertreter           | Website      |
| ---------------------- | ------------------------------------ | ---------------------- | ------------------- | ------------ |
| Belgien                | Brüssel E. Lacomblélaan 17           | Botschaft              | Tine Leuelu         | Weblink      |
| Deutschland            | Hamburg An der Alster 45             | Honorarkonsulat        | Uwe Casper          | Weblink      |
| Schweiz                | Basel Elisabethenstr. 42             | Honorarkonsulat        | Jerome Jean Haegeli | Weblink      |
| Vereinigtes Königreich | London Tuvalu House, 230 Worple Road | Honorargeneralkonsulat | Iftikhar A. Ayaz    |              |

## Vertretungen bei internationalen Organisationen
| Weltweit (A–Z)    | Weltweit (A–Z)                          | Weltweit (A–Z)      | Weltweit (A–Z)      | Weltweit (A–Z) |
| Land              | Stadt Adresse                           | Einrichtung         | Vertreter           | Website        |
| ----------------- | --------------------------------------- | ------------------- | ------------------- | -------------- |
| Vereinte Nationen | New York 800 Second Avenue, Suite 400 B | Ständige Vertretung | Aunese Makoi Simati | Weblink        |
| Europäische Union | Brüssel                                 | Ständige Vertretung |                     |                |